# Tethygonium variabile
Tethygonium variabile is een pissebed uit de familie Paramunnidae. De wetenschappelijke naam van de soort is voor het eerst geldig gepubliceerd in 1976 door Ulrich Schiecke & Modigh-Tota.